# Nennhausen
Nennhausen è un comune di 1 809 abitanti del Brandeburgo, in Germania.

Appartiene al circondario della Havelland ed è amministrato dall'Amt Nennhausen.

## Storia
Nel 2003 vennero aggregati al comune di Nennhausen i comuni di Bamme, Gräningen e Mützlitz.

## Geografia antropica
Al comune di Nennhausen appartengono le frazioni (Ortsteil) di Bamme, Buckow, Damme, Gräningen, Liepe e Mützlitz.